# 米朗坦山

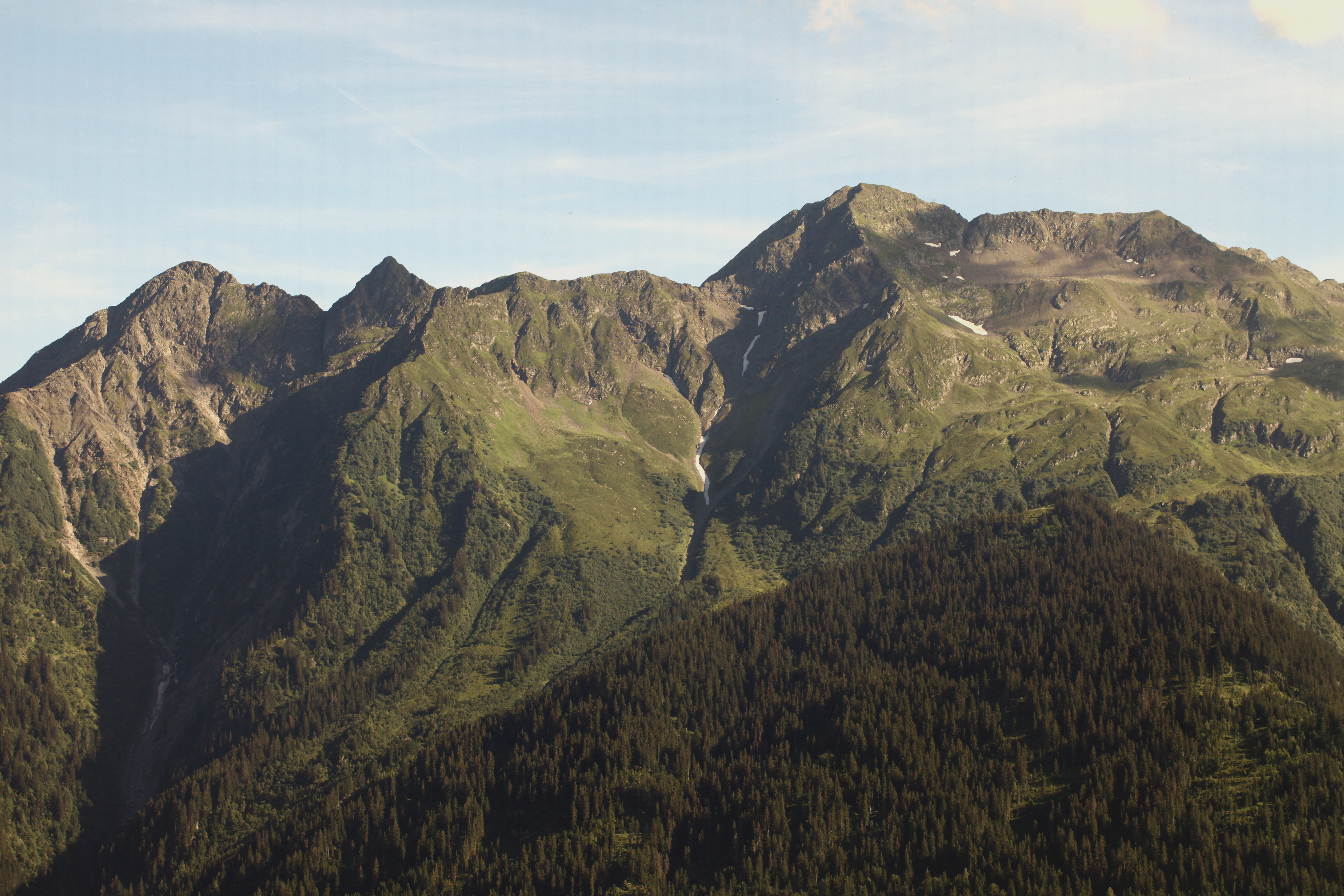

45°41′04″N 06°29′56″E / 45.68444°N 6.49889°E
米朗坦山（法語：Mont Mirantin），是法國的山峰，位於該國東南部，由奧文尼-隆-阿爾卑斯大區負責管轄，屬於博福爾坦山的一部分，海拔高度2,460米，每年平均降雨量1,567毫米。